# Video2brain
video2brain war eine Marke von LinkedIn Austria und produzierte mit Schwerpunkt auf IT-, Business- und Kreativthemen Lehrvideos für Fotografen, Grafiker, Web- und Screendesigner, Programmierer, IT-Professionals, Marketer und Officeanwender in deutscher, spanischer, französischer und japanischer Sprache. Ergänzt wird das Angebot durch englischsprachige Videotrainings von Lynda.com. Die Videos werden per Stream auf der Homepage des Unternehmens vertrieben wie auch auf der Linkedin-Plattform unter Linkedin Learning. Das Verlagsprogramm umfasst rund 2000 Kurse in deutscher Sprache, 1200 Kurse in spanischer Sprache, 1300 Kurse in französischer Sprache und 500 Kurse in japanischer Sprache (Stand September 2017).

## Geschichte
Das Unternehmen wurde im Jahr 2002 in Graz von Gerhard Koren gegründet. Die Lehrvideos wurden auf CD und DVD über den Buchhandel vertrieben, zunächst in Kooperation mit Galileo Press (heute Rheinwerk Verlag), ab 2005 mit Addison-Wesley und Markt+Technik, die zur Mediengruppe Pearson gehörten. 
Von 2009 bis 2013 wurden die offiziellen Videotrainings des Softwareherstellers Adobe Inc. (Imprint: Adobe Press) von video2brain in englischer Sprache produziert. Die Kurse decken den Lehrplan der von Adobe angebotenen Zertifizierung „Adobe Certified Associate“ ab und sind die einzigen videobasierten Lehrmaterialien, die für diese Zertifizierung approbiert wurden („Certified Associate Approved Courseware“). video2brain ist offizieller „Adobe Certified Training Provider“.
Weite Verbreitung fanden die zahlreichen Videotrainings zu Adobe Photoshop, die von Autoren wie Uli Staiger, Calvin Hollywood, Olaf Giermann und Pavel Kaplun gestaltet wurden. Aktuell werden Videos zu jeder verbreiteten Software aus den Bereichen Web, Office, Marketing, Programmierung, IT, 3D, CAD, Design, Illustration und Bildbearbeitung angeboten. Ergänzt wird das Programm durch Kurse zu Softskills mit Themen wie Kommunikation, Verhandlung, Projektmanagement oder Leadership & Management. Für den personalisierten Kundenbereich auf seiner Website erhielt video2brain den Innovationspreis 2008 der Initiative Mittelstand.
Bedienbar waren die Videos über eine in Adobe Flash programmierte Oberfläche, die als Windows- (.exe) bzw. Mac-Anwendung (.app) aber auch im Browser mit Flashplugin gestartet wurde. Später wurden die Trainings auch als Download angeboten. Das Konzept der Flashoberfläche wurde dabei beibehalten.
2009 wurde ein Abomodell eingeführt. Seitdem war es möglich, für die Laufzeit des Abonnements alle Videos von video2brain ohne weitere Kosten zu nutzen (abgesehen von einigen veralteten Angeboten). Besonders interessant war dabei das Premiumangebot, bei dem man die Kurse herunterladen konnte und ohne Internetverbindung nutzen konnte. Obwohl in den AGB stand, dass der Nutzer nach Abonnement alle Materialien löschen muss, konnten so natürlich auch alle Kurse nach Beendigung weiter genutzt werden.
Im Februar 2013 wurde video2brain von dem US-amerikanischen Lehrmittelanbieter Lynda.com übernommen. Mit der Übernahme durch Lynda.com wurde das seinerzeit angebotene englischsprachige Programm eingestellt und in die Lynda.com-Bibliothek überführt. Am 9. April 2015 kündigte LinkedIn die Übernahme von lynda.com an, welche auch erfolgte.
Im Juni 2015 wurde die alte Flash-Oberfläche bei allen Downloadangeboten durch neue Apps ersetzt. Es gibt Apps für Windows, Android und iOS. Die Videos sind seitdem nun nicht mehr direkt per Download erhältlich, sondern müssen mit den Apps heruntergeladen werden. Es ist nicht möglich, die Apps offline zu nutzen, womit auch keine Angebote mehr nach dem Ende des Abonnements genutzt werden können.
Im Dezember 2016 wurde die Lernplattform Linkedin Learning auf den Markt gebracht, auf der alle video2brain-Kurse neben den englischsprachigen Lynda.com-Kursen erhältlich sind. Das Programm ist inhaltlich deckungsgleich, jedoch bietet Linkedin Learning einige zusätzliche Eigenschaften. Um Linkedin Learning zu nutzen, ist für Endkunden ein Linkedin-Profil Voraussetzung. Wer dort jedoch ein Abo abschließt, erhält automatisch Zugriff zu den Kursen aller von video2brain und Lynda.com angebotenen Sprachen. Die Abopreise belaufen sich auf 21,99 für ein Monatsabo und 221,88 Euro für ein Jahresabo (Preise variieren leicht je nach Land und Steuersatz). Die Übungsdateien sind dabei inbegriffen, der Unterschied zwischen Standard und Premium wie auf video2brain ist entfallen. Ein Abo mit Downloadmöglichkeit wird nach wie vor nicht mehr angeboten.

## Kritik
Im Juni 2015 wurde ohne Ankündigung die zuvor beworbene alte Downloadmöglichkeit abgeschaltet und stattdessen ein Download per App zur Verfügung gestellt. Damit wurde Premium-Abonnenten die Möglichkeit genommen, die Videotrainings offline zu schauen. Auch bietet die neue Oberfläche keine Menüstruktur wie zuvor und schließt alle Plattformen aus, für die keine App zur Verfügung gestellt wurde. Unter anderem ist es nur noch über Umwege wie Emulatoren möglich, die Trainings unter Linux zu nutzen.
Zusätzlich verursachten die Apps weitere Probleme. Für jeden Computer und Nutzer müssen die Trainings neu heruntergeladen werden. Eine zentrale Netzwerkfestplatte lässt sich durch die unterschiedliche Verschlüsselung ebenfalls nicht mehr nutzen. Ein Streaming etwa auf ein Fernsehgerät ist damit auch unmöglich geworden. Computern ohne Installationsmöglichkeit (Firmencomputer ohne Administratorzugang) lassen sich auch nicht mehr nutzen. Bei vielen Androidgeräten wird durch die App der knappe interne Speicher benutzt, weil entweder keine Erweiterung über eine SD-Karte möglich ist oder aber die App nicht in der Lage ist, diesen zu benutzen.
Dies stieß natürlich auf Kritik. video2brain bot deshalb seinen Premiumabonnementen an, dass sie ihr Abo auch während der Laufzeit kündigen konnten. Kritiker meinen, dass video2brain sich aber verpflichtet hatte, die Trainings auch offline zur Verfügung zu stellen, video2brain also vertragsbrüchig gegenüber seinen Kunden sei. Auch wurde nur zögerlich und unzureichend über die Beschränkungen der neuen Apps informiert.
Betroffen sind auch alle Kunden, die zuvor einzelne Trainings per Download statt auf DVD gekauft hatten. Trotz der Probleme ist beispielsweise die App im Android Appstore überwiegend gut bewertet.

## Belege
1. ↑  2011 Pearson Education, Peachpit Press
2. ↑  Sonderpreis Österreich für video2brain
3. ↑  pressebox.de: video2brain erhält Innovationspreis 2008 (Memento des Originals vom 4. Februar 2011 im Internet Archive)  Info: Der Archivlink wurde automatisch eingesetzt und noch nicht geprüft. Bitte prüfe Original- und Archivlink gemäß Anleitung und entferne dann diesen Hinweis.
4. ↑  Video2Brain: alte FAQ 28. Januar 2016
5. ↑  lynda.com: lynda.com Acquires European Online Learning Company video2brain. 14. Februar 2013.
6. ↑  LinkedIn to Acquire lynda.com (Medienmitteilung von LinkedIn)
7. ↑  Zwangsapp.de (Memento des Originals vom 8. Oktober 2016 im Internet Archive)  Info: Der Archivlink wurde automatisch eingesetzt und noch nicht geprüft. Bitte prüfe Original- und Archivlink gemäß Anleitung und entferne dann diesen Hinweis. 28. Januar 2016
8. ↑  Video2Brain Wunschliste: Wunsch zur Rücknahme des Appzwangs (Memento vom 9. März 2016 im Internet Archive) 28. Januar 2016
9. ↑  Google Playstore: Video2Brain App 28. Januar 2016